# فرودگاه سانی‌هیل
فرودگاه سانی‌هیل (به انگلیسی: Sunnyhill Airport) یک فرودگاه خصوصی است که یک باند فرود چمن دارد و طول باند آن ۵۴۸ متر است. این فرودگاه در کشور ایالات متحده آمریکا قرار دارد و در ارتفاع ۹۷ متری از سطح دریا واقع شده است.